# John Martyn
John Martyn (New Malden, Londres, Reino Unido, 11 de septiembre de 1948 - Kilkenny, Irlanda, 29 de enero de 2009) fue un cantante, compositor y guitarrista británico cuyo nombre real era Ian David McGeachy, Orden del Imperio Británico en 2009. Durante más de cuarenta años de carrera publicó veinte álbumes de estudio.

## Biografía
Nacido como Ian David McGeachy en Londres, Inglaterra, se crio en Glasgow, Escocia. Adoptó el nombre de John Martyn en honor de las guitarras Martin.
La carrera de John Martyn empieza en 1967 cuando lo descubre Chris Blackwell y lo ficha para la discográfica Island Records, siendo el primer cantante blanco de la casa. Ese mismo año edita su primer álbum London Conversation.
En 1969 se casa con Beverley Martyn (Kutner de soltera), con quien publicará dos álbumes bajo el nombre de "John & Beverley Martyn" (Stormbringer! y The Road to Ruin), hasta que su discográfica le obliga a abandonar esta colaboración y continuar su carrera en solitario. Finalmente se divorciarán en 1979.
Martyn siempre fue un innovador, lo que le llevó a experimentar con sonidos como el Delay en su álbum Bless the Weather, el primero publicado tras abandonar el dúo con su esposa.
Publica el álbum Solid Air en febrero de 1973, dedicado a Nick Drake que se encontraba sumido en una profunda depresión (cantautor de folk inglés). En este largo explora por primera vez el jazz, con la colaboración esencial de Danny Thompson al contrabajo, Tristan Fry al vibráfono y John "Rabbit" Bundrick con el piano electrónico, y por supuesto, el propio Martyn a la guitarra acústica.
Tras la muerte de sus amigos Nick Drake y Paul Kossoff (guitarristas de Free), y cansado de la industria discográfica, decide tomarse un año sabático en Jamaica, alrededor de 1975, tiempo que aprovecha para colaborar con grupos como Burning Spear (Man in the Hills, 1976).
Vuelve de Jamaica cargado de ideas que le llevan a One World, LP cargado de canciones románticas, donde participan amigos como Steve Winwood, que en esos momentos iniciaba su carrera en solitario tras abandonar Traffic; también colaboran Rico Rodriguez, con un impresionante solo de trombón, Jon Field (Jade Warrior), Dave Pegg y Danny Thompson.
Influido por la evolución que estaba teniendo la música en los inicios de la década de los 80 y afectado por su reciente divorcio, Martyn recibe la ayuda de Phil Collins (que también participaría en su siguiente disco, Glorious Fool), para alejarse del folk, y acercarse a un pop más comercial, en el álbum Grace & Danger.
En 1981 abandona Island para fichar por WEA (Warner Bros.), aunque deshace el camino en 1984. Martyn, que siempre ha tenido problemas de salud, muchos relacionados con la droga y la bebida, tiene un accidente en el que se perfora un pulmón en el año 1982. Años después en 1996 le tienen que extirpar el páncreas.
En 1998 publica su primer álbum de versiones, The Church with One Bell, con canciones de Billie Holiday, Portishead, Elmore James, Randy Newman o Dead Can Dance.
Continúa con los problemas de salud, que en 2003 le llevan a perder una pierna, lo que le lleva a usar silla de ruedas en sus apariciones públicas.
En 2008 recibe el premio a toda la carrera de la BBC Radio 2 Folk, se lo entrega su amigo Phil Collins. Y en 2009 se le concede el título de Oficial de la Orden del Imperio Británico. Falleció el 29 de enero de ese mismo año.

## Discografía

### Álbumes de estudio

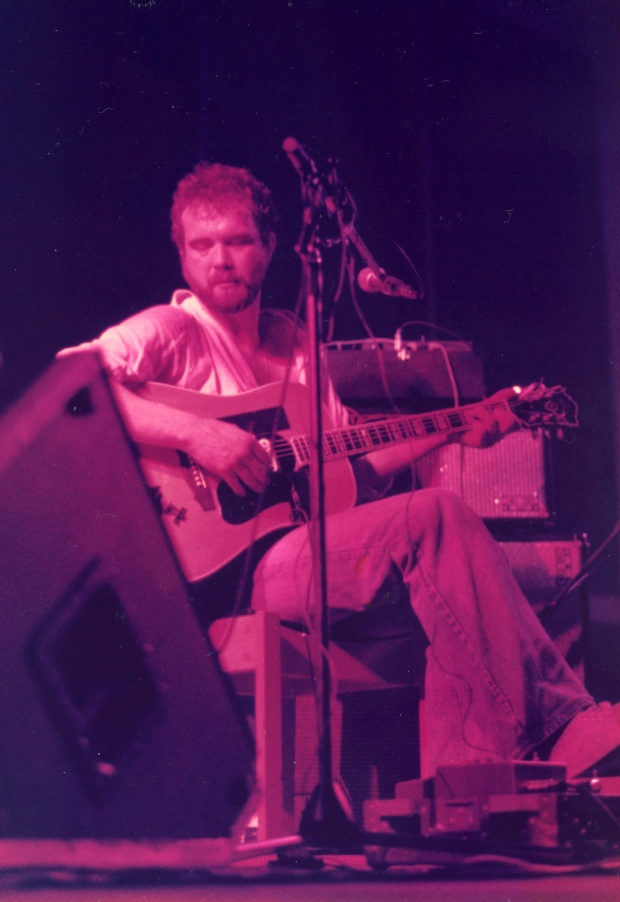
John Martyn tocando en Bristol en 1978.

- London Conversation (octubre de 1967, Island).[2][3]

- The Tumbler (diciembre de 1968).[4][3]

- Bless the Weather (noviembre de 1971, Island).[5][3]

- Solid Air (febrero de 1973, Island).[6][3]

- Inside Out (octubre de 1973).[7][3]

- Sunday's Child (enero de 1975, Island).[8][3]

- One World (noviembre de 1977, Island).[9][3]

- Grace & Danger (octubre de 1980, Island).[10][11]

- Glorious Fool (septiembre de 1981, WEA Records).[12][11]

- Well Kept Secret (septiembre de 1982, WEA).[13][11]

- Sapphire (noviembre de 1984. Island).[14][11]

- Piece by Piece (febrero de 1986, Island).[15][11]

- The Apprentice (marzo de 1990, Permanent Records).[16][17]

- Danger (1990, Mango Records).[18]

- Cooltide (9 de septiembre de 1991).[19][17]

- And (29 de julio de 1996, Go! Discs).[20][17]

- The Church with One Bell (23 de marzo de 1998, Thirsty Ear).[21][17]

- Glasgow Walker (22 de mayo de 2000, Independiente).[22][23]

- On the Cobbles (26 de abril de 2004, Independiente).[24][23]

### En directo

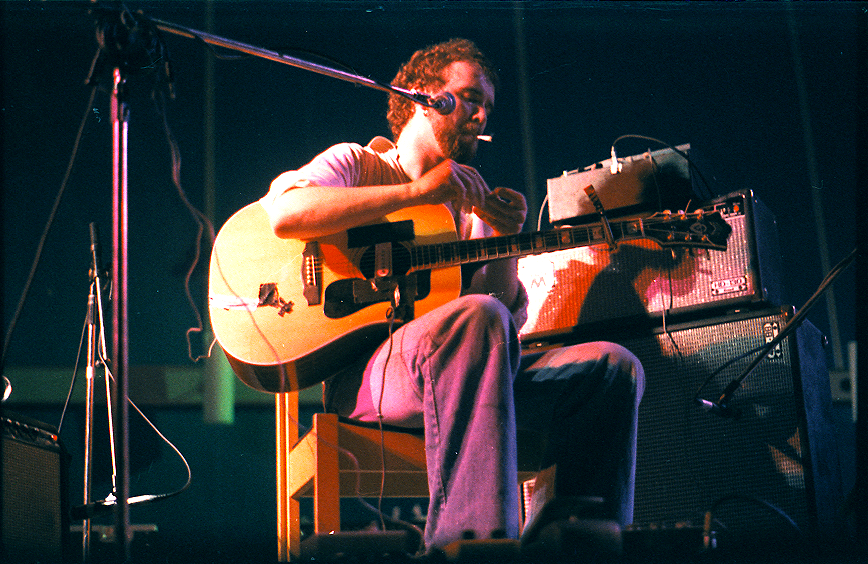
"Solid Air", 1978.

- Live at Leeds (1976, autoeditado). Grabado durante un concierto en la Leeds University en la gira de 1975.[25][3]

- Philentropy (noviembre de 1983, autoeditado). Grabado en Londre, Brighton y Oxford entre el otoño de 1982 y la primavera de 1983.[26][11]

- Foundations (octubre de 1987, Island).[27][11]

- BBC Radio 1 Live In Concert (1992, Windsong). Grabado en 1986 en Glastonbury.[28][17]

- Live (1995, Permanent). Grabado el 31 de marzo de 1990 en el Shaw Theatre de Londres. Fue reeditado bajo el nombre Dirty, Down & Live en 1999 por Griffin Records.[29][17]

- Live at Bristol 1991: Official Bootleg (30 de octubre de 1998, Voiceprint).[30][17]

- The New York Session (23 de noviembre de 2000, Voiceprint).[31][23]

- Germany 1986 (22 de mayo de 2001, Voiceprint). Con Danny Thompson.[32][23]

- The Brewery Arts Centre Kendal 1986 (22 de mayo de 2001, Voiceprint). Con Danny Thompson y Arran Ahmun.[33][23]

- Live At The Town And Country Club 1986 (13 de agosto de 2001, Voiceprint).[34][23]

- Sweet Certain Surprise (15 de octubre de 2001, One World).[35][23]

- Live At The Bottom Line 1983 (19 de noviembre de 2001, One World).[36][23]

- Live In Milan 1979 (27 de mayo de 2002, United States Dist).[37][23]

- And Live... (5 de abril de 2003, Voiceprint). Concierto celebrado en Carlisle en 1996.[38][23]

- Live At The Cambridge Folk Festival 1985 (1 de diciembre de 2003, Pinnacle Entertainment). Grabado el 27 de julio de 1985.[39][23]

- Live In Nottingham 1976 (9 de mayo de 2005). Grabado en otoño de 1976.[40][23]

- On Air (8 de mayo de 2006, Tradition & Moderne). Grabado en una radio de Bremen en 1975.[41][23]

- Live at the Roundhouse (mayo de 2007). Grabado en The Roundhouse en Londres durante la gira 2007 de Solid Air, el 3 de febrero.[23]

- The Battle of Medway: July 17, 1973 (1 de noviembre de 2007, Hux Records).[42][23]

### Recopilatorios
- So Far So Good (4 de marzo de 1977, Island).[43][3]

- The Electric (12 de octubre de 1982, Island).[44][11]

- Couldn't Love You More (1992, Permanent).[45][17]

- No Little Boy (julio de 1993, Permanent).[46][17]

- Sweet Little Mysteries: The Island Anthology (6 de junio de 1994).[47][17]

- The Hidden Years (1996, Artful Records).[48][17]

- The Very Best Of John Martyn (7 de abril de 1997, Artful).[49][17]

- The Rest Of The Best (30 de marzo de 1998, Artful).[17]

- Serendipity: An Introduction To John Martyn (1998, Island).[50][17]

- Another World (mayo de 1999, Voiceprint).[17]

- Classics (27 de marzo de 2000, Artful).[51][23]

- Live '91 (31 de julio de 2000, Eagle Records). Recopilatorio de canciones en directo.[52][23]

- Patterns In The Rain (19 de marzo de 2001, Mooncrest Records). Doble CD con canciones de estudio y en directo.[53][23]

- Solid Air: Classics Revisited (22 de octubre de 2002, Snapper Music).[54][23]

- Late Night John (24 de mayo de 2004, Spectrum Music).[55][23]

- Mad Dog Days (7 de junio de 2004, Shakedown). Incluye una entrevista de 54 minutos.[56][23]

- Live at Leeds and More (30 de enero de 2006).[23]

- The John Martyn Story (6 de junio de 2006).[57][23]

- In Session (21 de agosto de 2006). Recopilación de grabaciones para la BBC.[58][23]

- Sixty Minutes With John Martyn (30 de abril de 2007, Voiceprint).[59][23]

- BBC Live in Concert (4 de junio de 2007, Island). Canciones grabadas en el Paris Theatre el 30 de diciembre de 1971 y en el hipódromo Golders Green el 13 de octubre de 1977.[60][23]

### Sencillos
- "In Search Of Anna" / "Certain Surprise" (1979, Island). No publicada en ningún álbum.[61]

### John & Beverley Martyn
- Stormbringer! (febrero de 1970, WEA).[62][3]

- The Road to Ruin (noviembre de 1970, Island).[63][3]

## Versiones
Esta es una pequeña lista de artistas que han hecho versiones de las canciones de John Martyn.
●  Robert Smith, "Small Hours".
- Everything but the Girl, "Don't You Go" de Glorious Fool.
- Tam Tam Go, "Cabeza y corazón" ("Head And Heart") de Bless the Weather.
- Morcheeba, "Run Honey Run" de London Conversation.
- Talvin Singh, "Sunshine's Better" (remezcla) de And.
- Luca Prodan, "Solid Air" de Solid Air.
- David Knopfler,"May Youe Never" en el álbum Wishbones.
- Eric Clapton,"May Youe Never" en el álbum Slowhand.

Y esta es una lista de las canciones que ha versionado John Martyn.
- "I'd Rather Be the Devil", de Skip James en Solid Air.
- "Singing in the Rain", de Nació Herb Brown y Arthur Freed en Bless The Weather.
- "Over the Rainbow", de Harold Arlen y E.Y. Harburg en Sapphire.
- "Don't Think Twice, It's All Right", de Bob Dylan en London Conversation.
- "You Don't Know What Love Is", de Gene de Paul y Don Raye en la banda sonora de The Talented Mr. Ripley.
- El álbum The Church With One Bell al completo.